# ヴァルター・ヴァルツェハ
ヴァルター・ヴィルヘルム・ユリウス・ヴァルツェハ（Walter Wilhelm Julius Warzecha、1891年5月23日 - 1956年8月3日）は、ドイツの海軍軍人。国防軍海軍上級大将。国防軍最後の海軍総司令官。

## 経歴
1891年5月23日、シュヴィーバス Schwiebus（現在のポーランド領シヴィエボジン Świebodzin）生まれ。父のマックス・ヴァルツェハはノイルッピン Neuruppinの町長だったが、一家はシレジア出身である。

### 第一次世界大戦
1909年4月1日、ヴァルツェハは士官候補生（Seekadett）としてドイツ帝国海軍に入営した。最初の配属先は重巡洋艦「ヴィクトリア・ルイーゼ」で、1910年4月にFähnrich zur Seeに昇進した。1911年から1916年にかけてはドレッドノート戦艦「ナッソー」に乗艦し、1912年9月に海軍少尉に昇進、1915年5月2日には海軍中尉に昇進した。
1916年8月から第一次世界大戦終結まで、「UC-1」「UC-71」「UB-148」などのUボートの指揮官を務め、9隻（計22612トン）を撃沈、10隻（計55808トン）に損害を与えた。

### 戦間期
第一次世界大戦後はドイツ海軍の主港であるヴィルヘルムスハーフェン（北海鎮守府所在地）とキール（バルト海鎮守府所在地）に定住し、家庭を築いて4児の父となった。ドイツの再軍備後、彼は北海鎮守府で現役に復帰し、1920年から海軍大尉に任官する。1928年には海軍少佐に昇進し、1933年には海軍中佐に昇進した。1934年にはバルト海鎮守府参謀長となった。1937年10月から1938年10月にかけては、ドイッチュラント級装甲艦「アドミラル・グラーフ・シュペー」艦長を務めた。

### 第二次世界大戦
1941年1月1日に海軍少将に昇進し、海軍総司令部参謀として1942年8月までChef des Marinewehramtesを務める。1941年1月1日に海軍中将に昇進し、1939年11月から1944年4月までChef des Allgemeinen Marinehauptamtesを務める。1944年3月1日には海軍上級大将に昇進し、5月1日にはChef der Kriegsmarinewehrに任命された。
第二次世界大戦が終結し、1945年5月23日にハンス＝ゲオルク・フォン・フリーデブルク海軍総司令官が自殺した後、ワルツェーシャは連合国軍の支配下で最後の海軍総司令官の職務を引き受け、1945年7月22日までドイツ国防軍海軍の解散を監督した。

### 戦後
1947年まで捕虜として収容され、その後ハンブルクに定住し、アリアンツ保険に勤務した。1956年8月30日に心臓発作で死去し、キールのノルトフリートホーフ（Nordfriedhof）に埋葬された。

## 栄典
- ホーエンツォレルン家勲章剣付騎士十字章
- 鉄十字章（1914年）
  - 二級
  - 一級
- 鉄十字章略章 (1939)[1]
  - 二級
  - 一級
- ドイツ十字章銀章（1943年1月30日[3]）
- 戦功十字章[1]
  - 二級
  - 一級
  - 剣付騎士十字章（1945年1月25日）
- ザクセン＝エルネスティン家勲章
  - 剣付一級騎士十字章
- フリードリヒ・アウグスト十字章
  - 二級
  - 一級
- ハンブルク・ハンザ十字章
- Uボート戦闘章（1918年）
- 艦隊戦闘章